# Okres Taraclia
Taraclia je okres v jižním Moldavsku. Žije zde okolo 37 tisíc obyvatel a jeho sídlem je město Taraclia. Na jihu sousedí s Ukrajinou, na západě s okresem Cahul a na severu s autonomní oblastí Gagauzsko.